# (3850) Peltier
(3850) Peltier es un asteroide perteneciente al cinturón de asteroides, descubierto el 7 de octubre de 1986 por Edward Bowell desde la Estación Anderson Mesa (condado de Coconino, cerca de Flagstaff, Arizona, Estados Unidos).

## Designación y nombre
Designado provisionalmente como 1986 TK2. Fue nombrado Peltier en honor al astrónomo  estadounidense Leslie C. Peltier.